# محاصره ایروان (۱۶۱۶)
محاصره ایروان در سال 1616 در جریان جنگ عثمانی و صفوی (1616-1618) زمانی که صفویان در حال جنگ با پادشاهی کارتلی و پادشاهی کاختی بودند.وزیر اعظم اوکوز محمد پاشا اریوان را محاصره کرد.شاه عباس خطوط تدارکاتی عثمانی را مورد آزار و اذیت قرار داد و با نزدیک شدن به زمستان،اوکوز محمد پاشا شکست خورد و به محاصره پایان داد و عقب نشینی کرد که منجر به کشته شدن عده زیادی از سربازان بر اثر سردی هوا شد و او به شاهنشاه ایران قول داد بعد رسیدن به استانبول بین امپراتوری صفوی و عثمانی صلح کند 